# Lo Pas Gran
Lo Pas Gran és un pas de muntanya a 1.376 m. alt. al límit dels termes municipals d'Àger, a la Noguera, i Castell de Mur, al Pallars Jussà.
Està situat a la part central de l'extrem sud del terme municipal de Castell de Mur, dins de l'antic terme de Guàrdia de Tremp, i al sector nord-oriental del terme d'Àger. És a llevant del Tossal de la Cova dels Pobres, en el Serrat de Fontfreda, al nord-oest del Raset del Pas Gran.